# Yangon United Football Club
El Yangon United Football Club (YUFC) (birmà ရန်ကုန် ယူနိုက်တက် ဘောလုံး အသင်း) és un club de futbol birmà de la ciutat de Yangon.

## Història
Tot i que el club va ser fundat l'any 2009, en essència és el Air Bagan FC de la lliga Premier de Myanmar.

## Clubs afiliats
- BEC Tero Sasana FC

## Palmarès
- Lliga Premier de Myanmar: 5
  - 2011, 2012, 2013, 2015, 2018